# Adam Húska
Adam Húska, född 12 maj 1997, är en slovakisk professionell ishockeymålvakt.
Húska är kontrakterad till New York Rangers i National Hockey League (NHL) och spelar för Hartford Wolf Pack i American Hockey League (AHL).
Han har tidigare spelat för HKm Zvolen i Extraliga; Slovakiens U18-landslag i 2. hokejová liga (2HL); Maine Mariners i ECHL; Connecticut Huskies i National Collegiate Athletic Association (NCAA) samt Green Bay Gamblers i United States Hockey League (USHL)
Húska draftades av New York Rangers i sjunde rundan i 2015 års draft som 184:e spelare totalt.